# Iron Post (Oklahoma)
Iron Post es un lugar designado por el censo ubicado en el condado de Mayes en el estado estadounidense de Oklahoma. En el Censo de 2010 tenía una población de 92 habitantes y una densidad poblacional de 21,16 personas por km².

## Geografía
Iron Post se encuentra ubicado en las coordenadas 36°9′20″N 95°8′6″O / 36.15556, -95.13500. Según la Oficina del Censo de los Estados Unidos, Iron Post tiene una superficie total de 7 km², de la cual 7 km² corresponden a tierra firme y (0%) 0 km² es agua.

## Demografía
Según el censo de 2010, había 92 personas residiendo en Iron Post. La densidad de población era de 21,16 hab./km². De los 92 habitantes, Iron Post estaba compuesto por el 71.74% blancos, el 0% eran afroamericanos, el 21.74% eran amerindios, el 0% eran asiáticos, el 0% eran isleños del Pacífico, el 0% eran de otras razas y el 6.52% pertenecían a dos o más razas. Del total de la población el 0% eran hispanos o latinos de cualquier raza.